# Villa Cranz

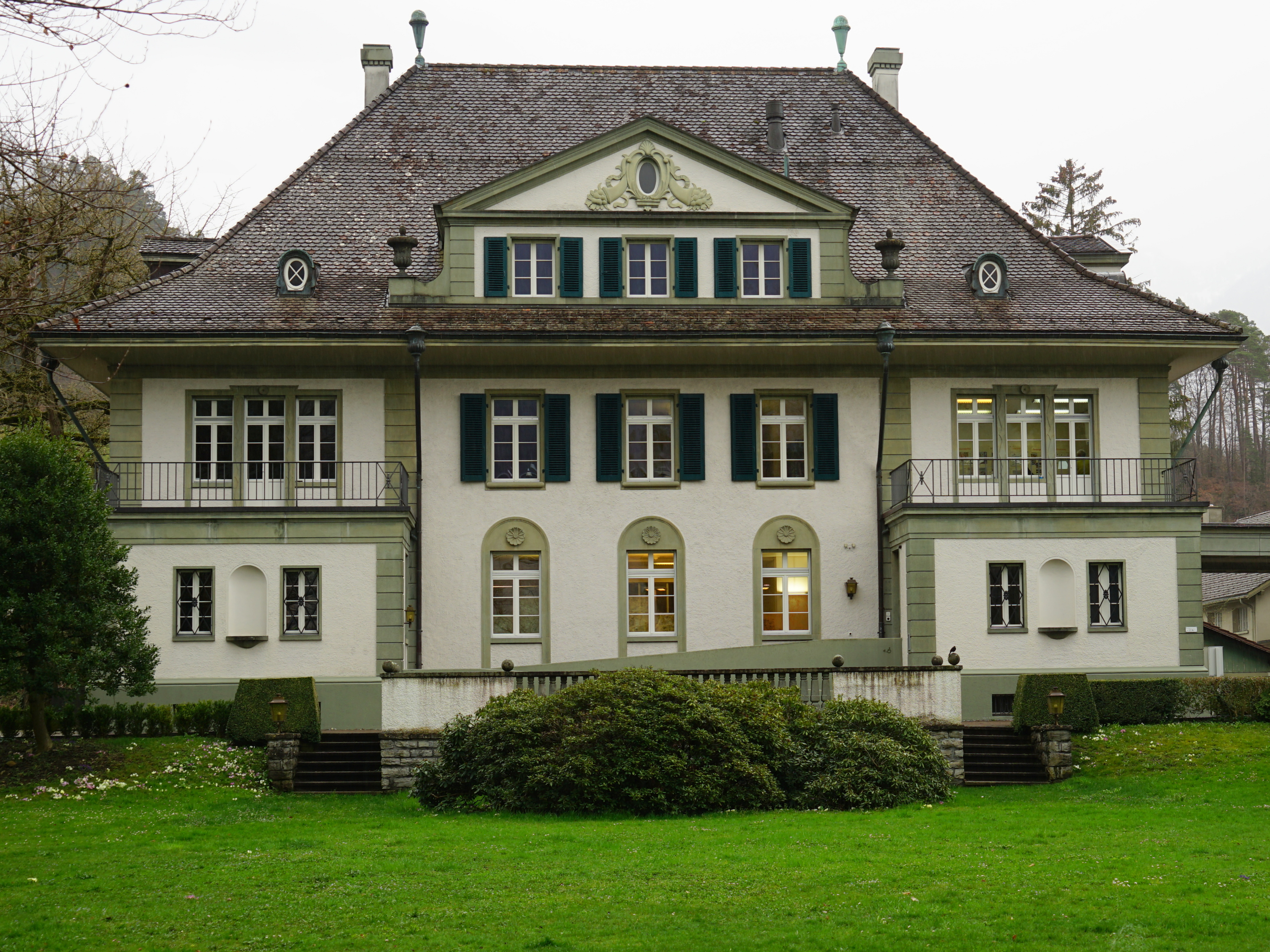
Nordseite der Villa Cranz, 2023

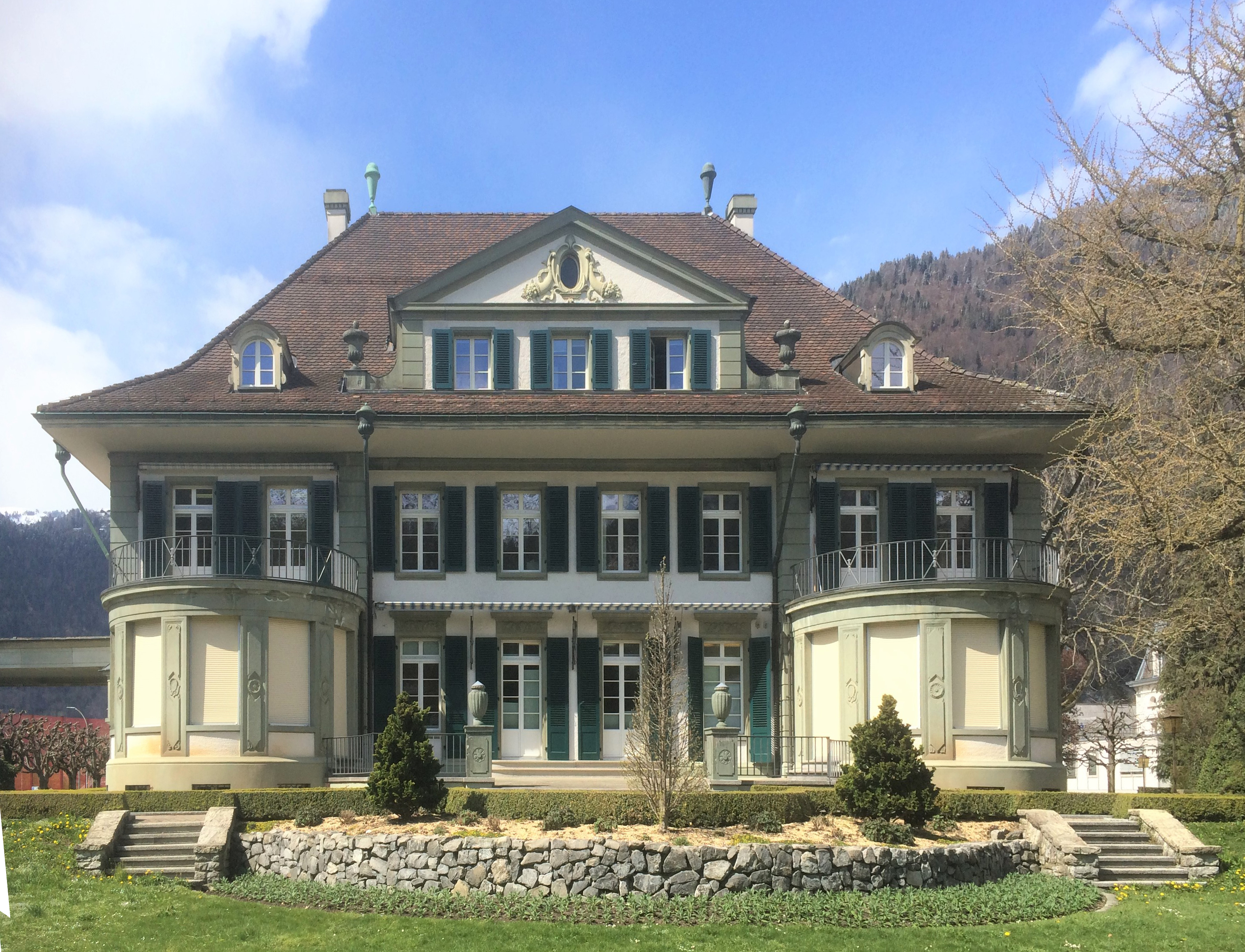
Südseite der Villa Cranz, 2021

Die Villa Cranz ist das Gemeindehaus von Interlaken im Kanton Bern in der Schweiz. Sie wurde im heutigen Umfang 1924 erbaut und war von 1941 bis 1944 das Hauptquartier des Oberbefehlshabers der Schweizer Armee Henri Guisan. Nachdem die Villa als Hemdenfabrik und Hotel gedient hatte, wurde sie 1978 Sitz der Gemeindeverwaltung und 2000 unter Denkmalschutz gestellt.

## Geschichte
Der Architekt Bernhard Hauser aus Buenos Aires hatte die Villa «La Tourelle» als Eigenheim erbaut. Sie wurde 1920 von dem Hamburger Rechtsanwalt Rudolf Cranz erworben, der bis 1921 die «Kammgarnspinnerei Interlaken» errichtete. Die Gemeinde stellte dazu unentgeltlich Bauland zur Verfügung, hinzu kamen fünf Jahre Steuerfreiheit für Grund- und Einkommensteuer sowie ermässigter Bezug von elektrischer Energie für die ersten sieben Jahre. Das Anwesen wurde 1924 «an-, um- und aufgebaut». Das Baubewilligungsgesuch vom 18. März 1924 sah des Weiteren daran anschliessend den Bau einer Autogarage mit gedecktem Verbindungsgang sowie die Erweiterung des Pflanzenhauses an der Gartenstrasse vor.
Nach dem Konkurs des Unternehmens wurde die Villa 1928 versteigert. Cranz wurde 1930 nach 17 Monaten Untersuchungshaft zu zehn Monaten Korrektionshaus verurteilt sowie vom Vorwurf des betrügerischen Konkurses freigesprochen. Der Erwerber des Anwesens, Dr. Elves, Direktor der Allgemeinen Elektricitäts-Gesellschaft (AEG), benannte das Gebäude in «Villa Rheinland» um. Nach seinem Tod stand sie 1933 erneut zum Verkauf. Der Schweizer Armeestab zog im Herbst 1939 in das leerstehende Haus ein. Während des Réduits wurde es am 1. April 1941 Hauptquartier von General Guisan und seinem Stab. Das Umland wurde durch das Artilleriewerk 301 («Bödeliwerke») befestigt, der nahgelegene Stollen «Möösli», die Schiffstation, die Bahn und der Réduitflugplatz boten Rückzugsmöglichkeiten. Nach der Invasion in der Normandie zog der General im Oktober 1944 in das Schloss Jegenstorf um.
Die Liegenschaft an der General-Guisan-Strasse (ehemalige «Gartenstrasse») wurde 1947 von Gottlieb Bolliger erworben und zur Hemdenfabrik umgenutzt. Rund zwanzig Jahre später war ein Hotel garni der Nachnutzer. Die Stimmbürger der Gemeinde stimmten 1978 dem Kauf der Villa Cranz zu. Beim Umbau zum Gemeindehaus wurde das «gediegene» Interieur 1978 «liquidiert». Der «grosszügige Park» mit altem Baumbestand blieb erhalten.
Das Gebäude wurde 2000 rechtswirksam im Bauinventar des Kantons als «schützenswert» verzeichnet und mit Vertrag vom 12. Februar 2002 vom Kanton unter Schutz gestellt. Kulturgüter-Objekte der «Kategorie C» wurden (Stand: Februar 2024) noch nicht veröffentlicht.

## Beschreibung

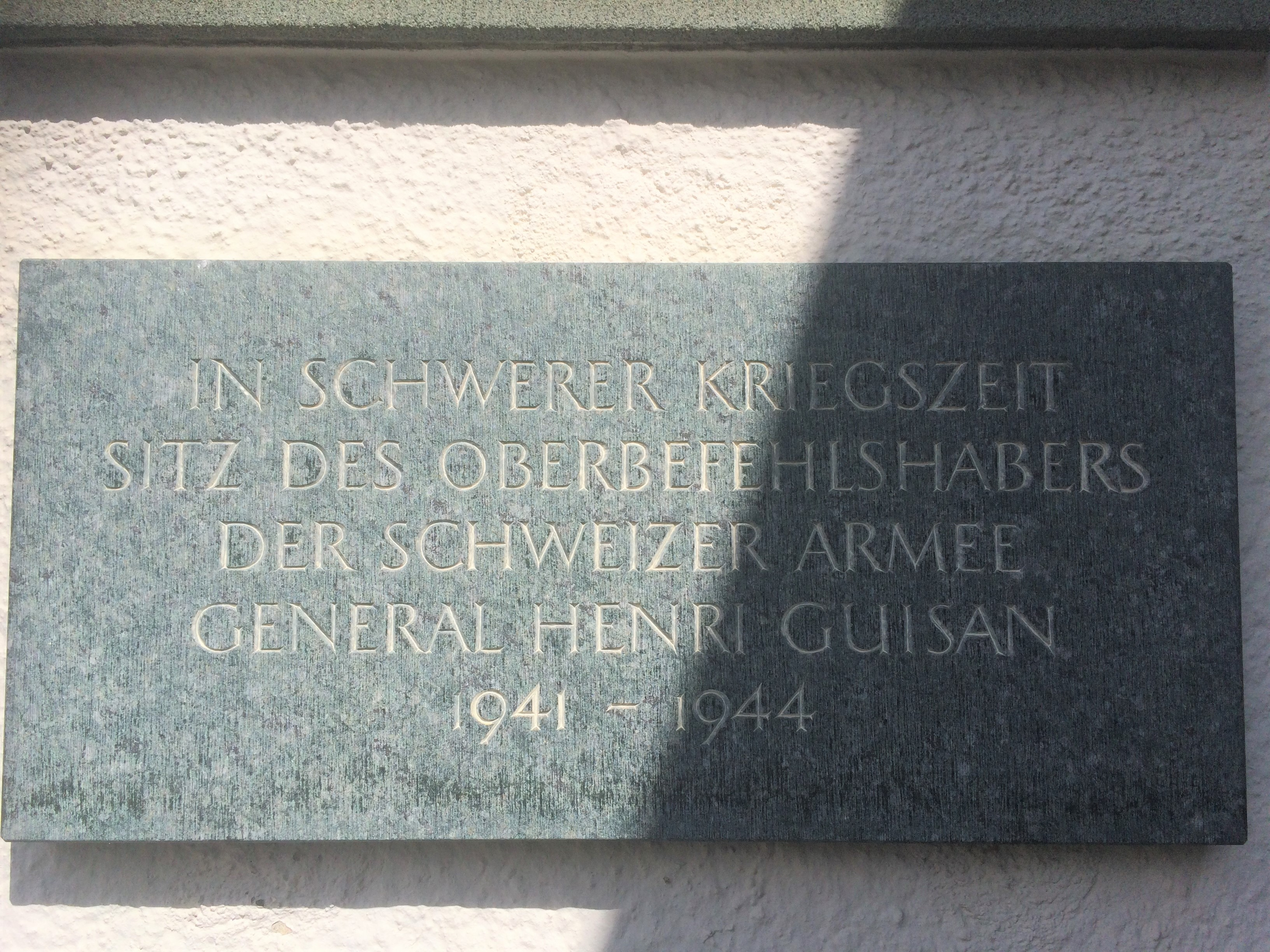
Gedenktafel

Die Villa ist ein «ausgewogen proportionierter» Massivbau im Berner Landhausstil. Der zweigeschossige Bau hat «straff achsierte» Längsfronten. Gebänderte Lisenen fassen die Eckrisalite, ihnen vorgesetzt sind eingeschossige Verandenzimmer (südseitig rund und nordseitig rechteckig). Das neubarocke Kunststeindekor gilt als «qualitätvoll». Die Fenster haben Läden und ihre Teilung behalten. Westseitig führt ein Verbindungsgang zur Autogarage. Das «voluminöse» Knickwalmdach zeigt an den Längsseiten dreiachsige Dachhäuser mit stark profiliertem Fronton. Die parkartige Gartenanlage ist mit Terrassen, Bassin und Einfriedung erhalten. Die Denkmalpflege beurteilt die Villa als «hochherrschaftlichen Landsitz von repräsentativer Eleganz».
Eine einfache Gedenktafel zeigt in Versalien den Text: «In schwerer Kriegszeit | Sitz des Oberbefehlshabers | der Schweizer Armee | General Henri Guisan | 1941 – 1944».

## Belege
1. 1 2 3 4 5  Denkmalpflege des Kantons Bern: General-Guisan-Strasse 43, 3800 Interlaken. In: Bauinventar des Kantons Bern. Kanton Bern, abgerufen am 10. März 2024.
2. ↑  e-periodica.ch: Industrielle Nachrichten. Ein Schulbeispiel wirtschaftlicher Ueberfremdung. In: Mitteilungen über Textilindustrie. Schweizerische Fachschrift für die gesamte Textilindustrie. Heft 14, Band 27 (1920). S. 278.
3. ↑  Gemeinde Interlaken: «Baupublikation» vom 18. März 1924.
4. ↑  e-periodica.ch: Berner Wochenchronik. Berner Land. In: Die Berner Woche in Wort und Bild. Ein Blatt für heimatliche Art und Kunst. Heft 48, Band 19 (1929), S. 711.
5. ↑  Willi Gautschi: General Henri Guisan. Die schweizerische Armeeführung im Zweiten Weltkrieg. Neue Zürcher Zeitung, Zürich 1989, ISBN 3-85823-233-5. S. 632.
6. ↑  Siehe Fotografie.

Koordinaten: 46° 40′ 50,7″ N, 7° 51′ 9,8″ O; CH1903: 631682 / 170032